# الاتصالات في إندونيسيا
الاتصالات في إندونيسيا لديها تاريخ معقد بسبب الحاجة للوصول إلى الأرخبيل الممتدة إلى أكثر من 17500 جزيرة. وقد أعطت وسائل الاتصال غير الإلكترونية التي كانت مهمة في الماضي طريقا إلى البنية الأساسية للاتصالات السلكية واللاسلكية في إندونيسيا المعاصرة.

## التاريخ
وما زالت إندونيسيا تستخدم منذ وقت طويل أشكالا تقليدية من الاتصالات بين مختلف الجزر والقرى. لم تكن إندونيسيا حتى القرن السادس عشر عندما استعمرتها الإمبراطورية الهولندية، وبناء نظام اتصالات أكثر تفصيلا، سواء داخل إندونيسيا أو في بلدان أخرى. وكان أول إتصال إلى أستراليا عبارة عن كابل تلغراف تحت سطح البحر تم الانتهاء منه في 18 نوفمبر عام 1871, وربط جاوة (جزيرة) بداروين (الإقليم الشمالي)، وفي نهاية المطاف إلى خط التلغراف الأسترالي الخارجي عبر أستراليا.
بعد حصول إندونيسيا على الإستقلال، بدأت إندونيسيا في تطوير أنظمة الاتصالات الخاصة بها، عموما تباعا لبقية العالم. وقد بنيت أبراج الاتصالات وإطلاق سلسلة بالابا للإتصال عبر الأقمار الصناعية خلال فترة النظام الجديد.

## البنية التحتية
و هناك عدد من الخطوط التي تربط إندونيسيا بطرق الإتصال الدولية. على سبيل المثال، يربط كابل الإتصالات البحرية الضوئي سي-مي-وي 3 «جنوب شرق آسيا - الشرق الأوسط - أوروبا الغربية» 3 في كل من ميدان (سومطرة) وجاكرتا التي تربط أوروبا بجنوب شرق آسيا (عدة بلدان حتى اليابان) وأستراليا (برث).
وعلى الصعيد المحلي، تتمتع إندونيسيا بتغطية جيدة لوسائل الإعلام في معظم الجزر الرئيسية، على الرغم من أن الجزر الأصغر والأقل سكانا لا تحظى دائما بالإهتمام من شركات الإعلام، وتعتمد على الاتصالات عبر الأقمار الصناعية.

## وسائل الإعلام
الطباعة
قالب:شاهد أيضا:
و تمتلك إندونيسيا قائمة طويلة من وسائل الإعلام المطبوعة، في شكل صحف ومجلات. بعض الصحف، مثل كومباس وكوران تيمبو يتم توزيعها يوميا وهي بسيطة نسبيا للحصول عليها. والبعض الآخر يتعلق بالجزيرة أو المدينة، ولا توزع عادة على مناطق أخرى.
التليفون
قالب:شاهد أيضا:

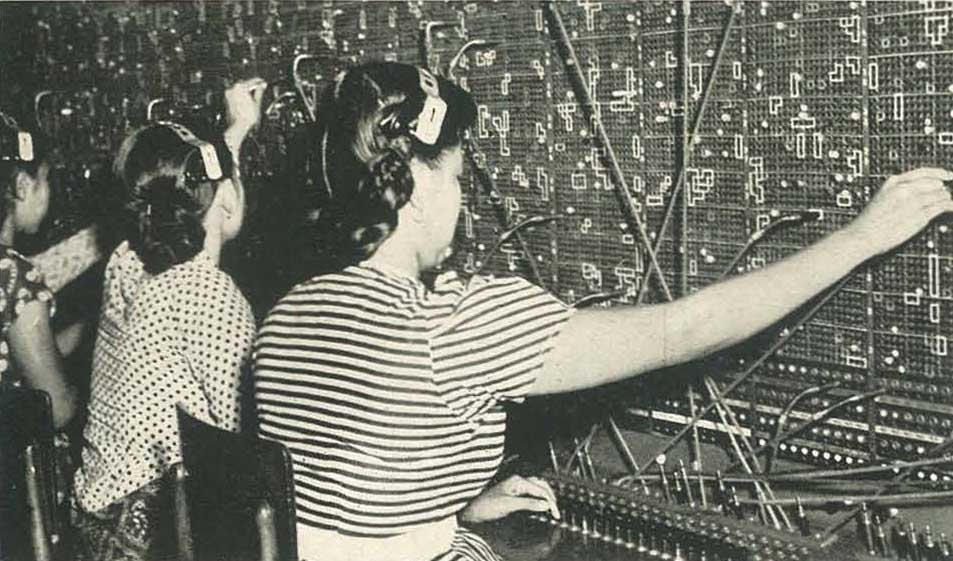
مشغلي لوحة المفاتيح في إندونيسيا عام 1953

- الهواتف - الخطوط الرئيسية المستخدمة: 9.99 مليون (2004)
- الهواتف الخلوية المتنقلة: في نهاية عام 2010, كان معدل انتشار الهواتف الخلوية المتنقلة 67 في المائة (22 في المائة في نهاية عام 2006).[1] سي دي إم أيه ينخفض إستخدامه لصالح النظام العالمي للإتصالات المتنقلة.[2]
- نظام الهاتف: الخدمة المنزلية العادلة، الخدمة الدولية الجيدة.
- المحلي: نظام الميكروويف «الموجات الصغرية» داخل الجزيرة وشبكة الأمن للراديو العالي التردد; نظام الاتصالات المحلية عبر الأقمار الصناعية.
- الدولية: المحطات الأرضية عبر الأقمار الصناعية - 2 إنتل سات (1 المحيط الهندي و1 المحيط الهادئ)

الراديو
قالب:شاهد أيضا:

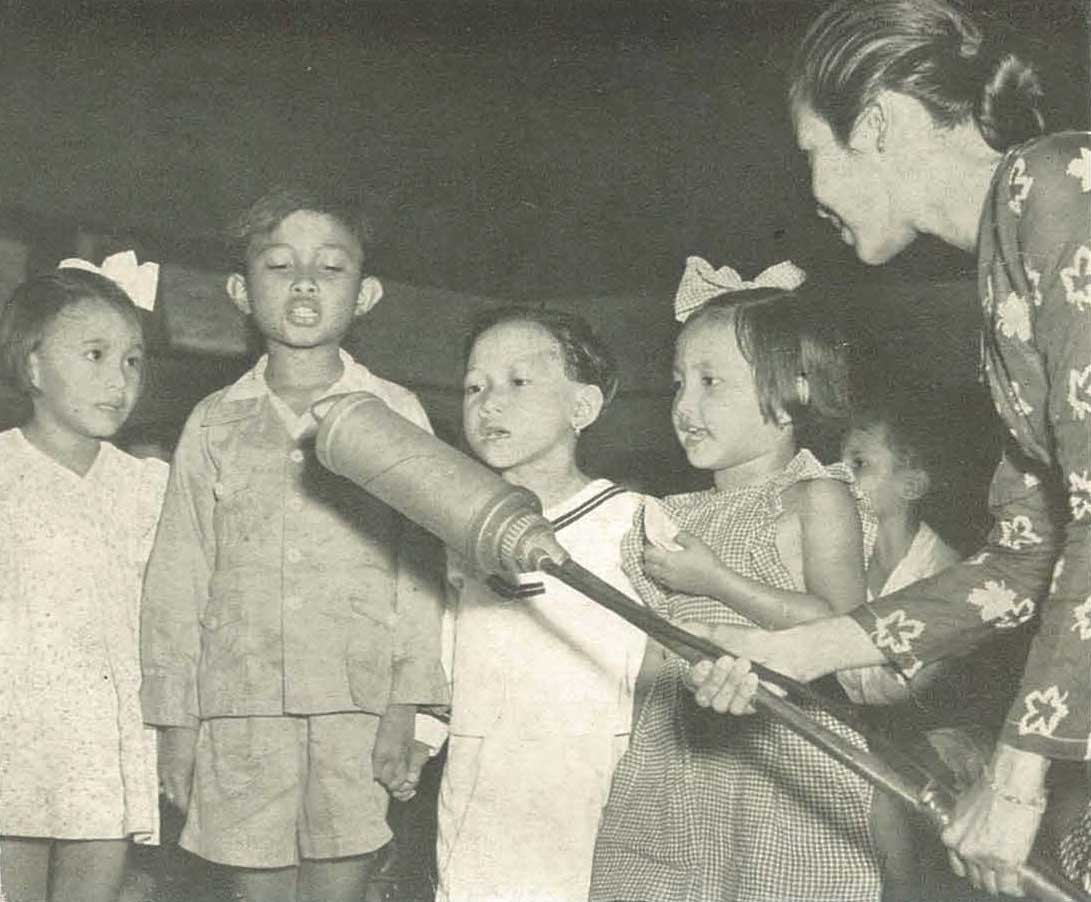
شباب جاكارتان يجري مقابلتهم للإذاعة

- محطات البث الإذاعي: الأية إم 678, إف إم 43, الموجة القصيرة 82 (1998).
- الراديو: 31.5 مليون (1997).

التليفزيون
قالب:المقال الرئيسي:
شاهد أيضا: قوائم قنوات التليفزيون باللغة الإندونيسية.
- محطات البث التلفزيوني: 11 تلفزيون وطني، 60 تلفزيون محلي (من تقرير أس نيلسن - الفصل الأول 2005):
- التلفزيونات: 13.75 مليون (1997)

الإنترنت
قالب:المقال الرئيسي:
- مزود خدمة الإنترنت (إسبس): 24 (1999)
- رموز البلدان (نطاق المستوى الأعلى): .id.

وبحلول يونيه 2011، ستربط جميع المناطق الفرعية في إندونيسيا بشبكة الإنترنت.

## البيئة التنظيمية في إندونيسيا
تنظم وزارة الاتصالات والمعلومات في إندونيسيا وسائل الإعلام والاتصالات.
يوفر مؤشر ليرنيسيا (مبادرات التعلم بشأن إصلاحات اقتصاديات الشبكات في آسيا) تقييمًا للبيئة التنظيمية للاتصالات السلكية واللاسلكية، حيث يلخص تصورات أصحاب المصلحة حول بعض الأبعاد التي تُساهم في دفع التطوير والتقدم في هذا المجال. وقد أُجري آخر استقصاء في يوليو 2008 في ثمانية بلدان آسيوية، بما في ذلك بنغلاديش، الهند، إندونيسيا، سريلانكا، المالديف، باكستان، تايلاند، والفلبين. تُقاس البيئة التنظيمية عبر سبعة أبعاد رئيسية:
1. دخول السوق.
2. الوصول إلى الموارد الشحيحة.
3. الربط.
4. تنظيم التعريفات.
5. الممارسات المانعة للمنافسة.
6. الخدمات الشاملة أو العالمية.
7. جودة الخدمة.

وذلك بالنسبة لقطاعات الاتصالات الثابتة والمتنقلة والنطاق العريض.
تعكس الدرجات المتوسطة التي تم تلقيها عبر القطاعات المختلفة والأبعاد تقييمًا عامًا لعدم الرضا في إندونيسيا، وفقًا لجمعية تري. لكن، هذا لا يعني أن المستجيبين تجاهلوا التطورات الأخيرة. يُظهر النمو الملحوظ في قطاع الاتصالات المتنقلة تحسنًا نسبيًا في درجات تري لهذا القطاع مقارنةً بالقطاع الثابت. في المتوسط، يُحقق قطاع الاتصالات المتنقلة أفضل النتائج، يليه القطاع الثابت ثم والنطاق العريض.